# Quinto Fábio Máximo (cônsul em 213 a.C.)
Quinto Fábio Máximo (m. 206 a.C.;em latim: Quintus Fabius Maximus) foi um político da gente Fábia da República Romana eleito cônsul em 213 a.C. com Tibério Semprônio Graco. Era filho do famoso Quinto Fábio Máximo Verrugoso, o "Protelador", inventor da estratégia fabiana.

## Segunda Guerra Púnica

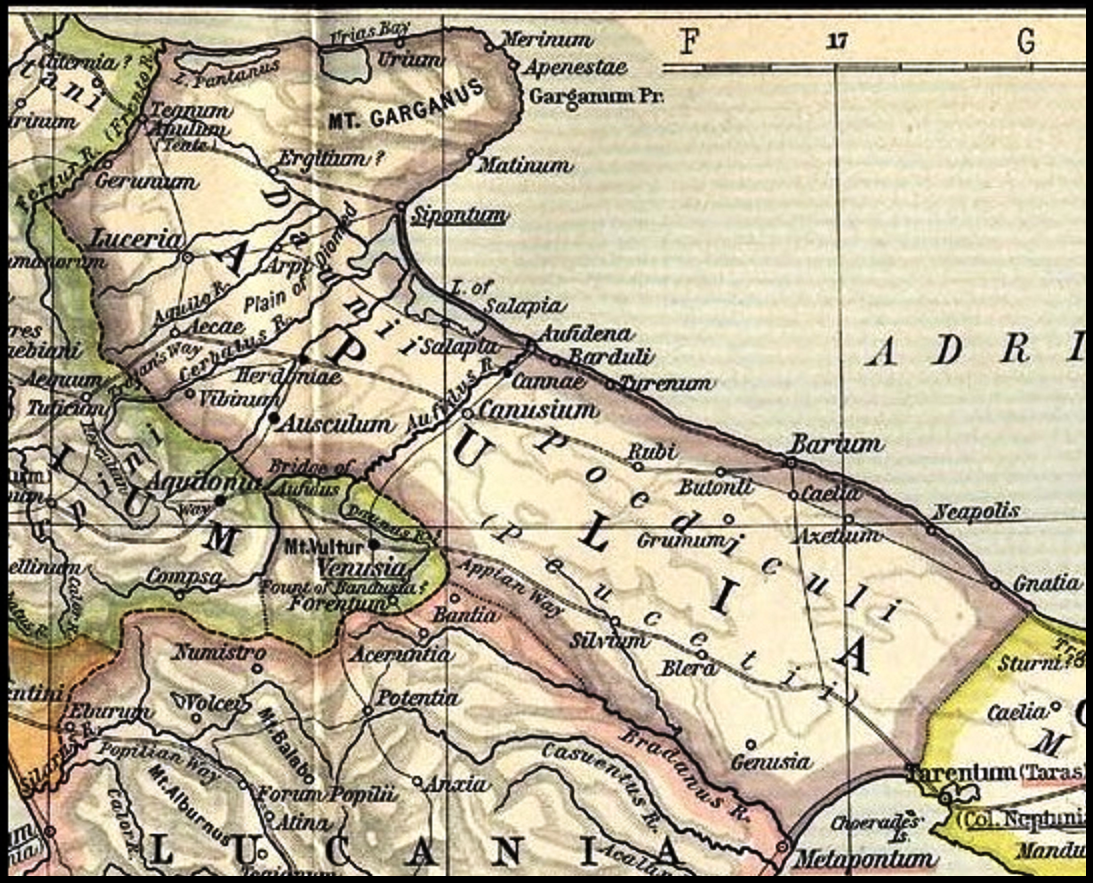
Mapa da Apúlia, onde Fábio Máximo passou boa parte de sua carreira militar.

Fábio lutou na Batalha de Canas em 216 a.C. e estava entre os sobreviventes que se refugiaram em Canúsio. Foi edil curul em 215 a.C. e pretor no ano seguinte, quando recebeu do pai o comando de duas legiões estacionadas perto de Lucéria, na Apúlia, e que estavam sob o comando do propretor Tibério Semprônio Graco, que foi enviado para Benevento. Conquistou a cidade de Acuca e também uma fortaleza perto de Herdônia (moderna Ordona).

### Consulado (213 a.C.)
Em 213 a.C., foi eleito cônsul com o mesmo Tibério Semprônio Graco e os dois assumiram o comando da guerra contra Aníbal. De acordo com Plutarco, foi para homenagear seu pai que os romanos fizeram de seu filho cônsul. Durante seu consulado, seu pai, ou por causa da idade ou para testá-lo, se dirigiu a ele montado a cavalo, mas o cônsul enviou um lictor ao pai, mandando que ele viesse a pé, caso tivesse algum assunto oficial para tratar Todos ficaram ofendidos com este comando, e, pelo silêncio, mostraram ao filho que este tratamento era indigno da sua posição, mas o pai, quase correndo, foi até o filho e o abraçou, dizendo que ele estava certo em pensamento e ato, porque ele compreendia a grandeza do cargo que o povo havia dado a ele, e que este era o espírito que havia feito a grandeza de Roma, em que pais e filhos são menos importantes que o bem comum.
Fábio recebeu o comando que era de seu na Apúlia e o manteve consigo como legado enquanto Graco recebeu o comando da guerra na Lucânia (moderna Basilicata). Recapturou Arpi.

### Anos finais
Em 209 a.C., seu pai, depois de eleito cônsul pela quinta vez, ordenou que seu filho reorganizasse o que restou do exército de Cneu Fúlvio Centúmalo Máximo (4 334 soldados), que havia sido emboscado e morto por Aníbal na Segunda Batalha de Herdônia, e o levasse até o procônsul Marco Valério Levino na Sicília, assumindo o comando de duas legiões e trinta quinquerremes. No ano seguinte, Fábio foi enviado pelo Senado até o exército estacionado em Venúsia.
Segundo Plutarco, Fábio morreu antes do pai, no ano do seu consulado. Segundo Cícero, foi depois, o que corrobora o relato de Lívio, de que Fábio teria sido o legado do ditador Marco Lívio Salinador enviado, em 207 a.C., para informar ao Senado que era seguro retirar o exército consular da Gália Cisalpina, mas a identidade deste legado não é segura. É provável que ele tenha morrido logo depois, em 206 a.C.. Sua oração fúnebre foi proferida por seu pai.